# Agnostelater
Agnostelater is een geslacht van kevers uit de familie  
kniptorren (Elateridae).
Het geslacht is voor het eerst wetenschappelijk beschreven in 1975 door Costa.

## Soorten
Het geslacht omvat de volgende soort:
- Agnostelater mesochrous (Germar, 1843)